# Monastère d'Herbrechtingen
Le monastère d'Herbrechtingen, fondé en 774, se trouve à Herbrechtingen dans l'arrondissement de Heidenheim, en Allemagne.

## Histoire
Le 7 septembre 774, l'empereur Charlemagne offre le domaine nommé Hagrebertingas à son chapelain principal, l'abbé Fulrad de Saint-Denis, qui y établit un monastère et fonde une église paroissiale dédiée à saint Denis de Paris. En 777, il transfère à son abbaye de Saint-Denis sa cellule d'Herbrechtingen.
En 1046, le roi Henri III du Saint-Empire séjourne au monastère. La même année voit la création d'une collégiale à partir de la fondation primitive. L'ancienne collégiale dessert depuis la Réforme comme église paroissale de l'Église protestante en Pays de Wurtemberg.
En 1171, l'empereur Frédéric Barberousse y transfère le couvent des chanoines augustins ; ce faisant, il étend les privilèges et biens du monastère en plaçant les moines du monastère de Hördt sous l'autorité de l'abbé Adalbert d'Herbrechtingen. La même année, le monastère se voit octroyer le droit de marché. C'est aussi vraisemblablement à cette époque qu'a débuté la construction d'un couvent de plan quadrilatère, selon le style de la période des Hohenstaufen.
En 1279, le couvent est pillé par les habitants de Giengen an der Brenz et en 1449, a lieu un nouveau pillage, non seulement du monastère mais aussi du village d'Herbrechtingen. En 1472 commence la construction d'un logement pour le prieur. Vers 1520, on assiste à une dégradation progressive de la discipline monacale et les abbés d'Ulm et d'Augsbourg s'efforcent en vain de revenir à la règle. En 1552, le duc de Wurtemberg ferme le monastère et le transforme en abbaye luthérien dont il nommera les prieurs.

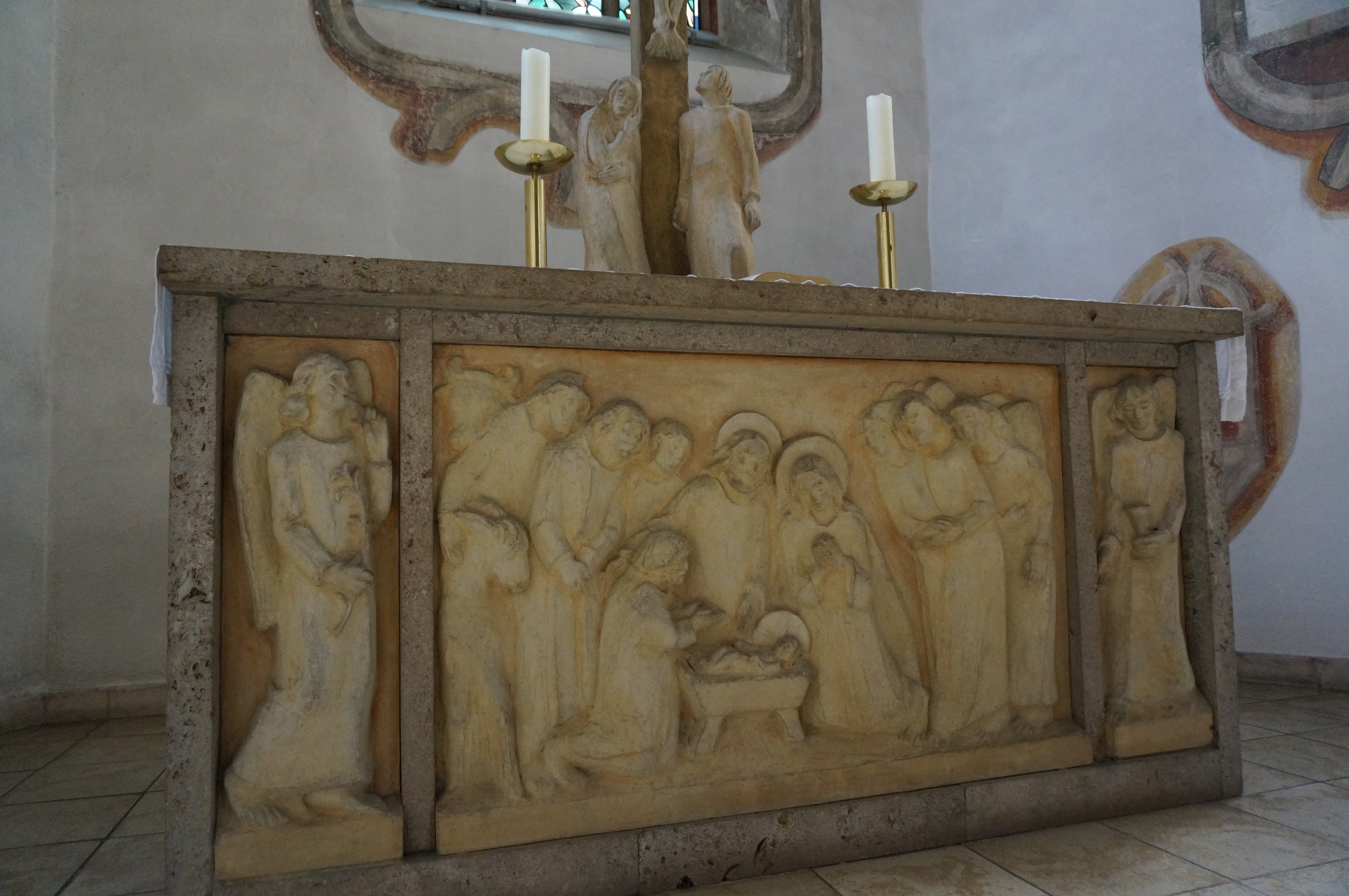
Autel, de l'église,
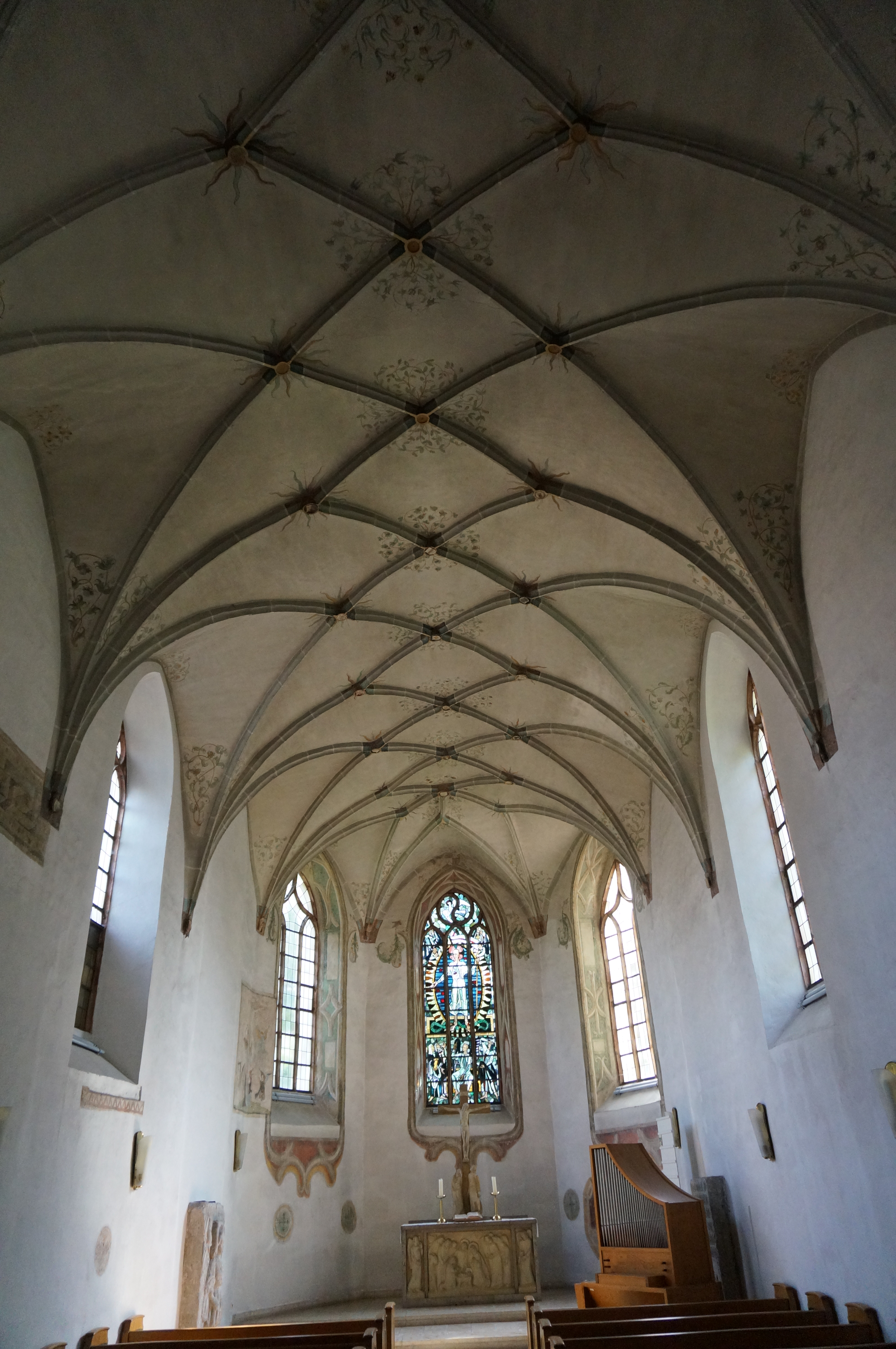
vers l'abside,
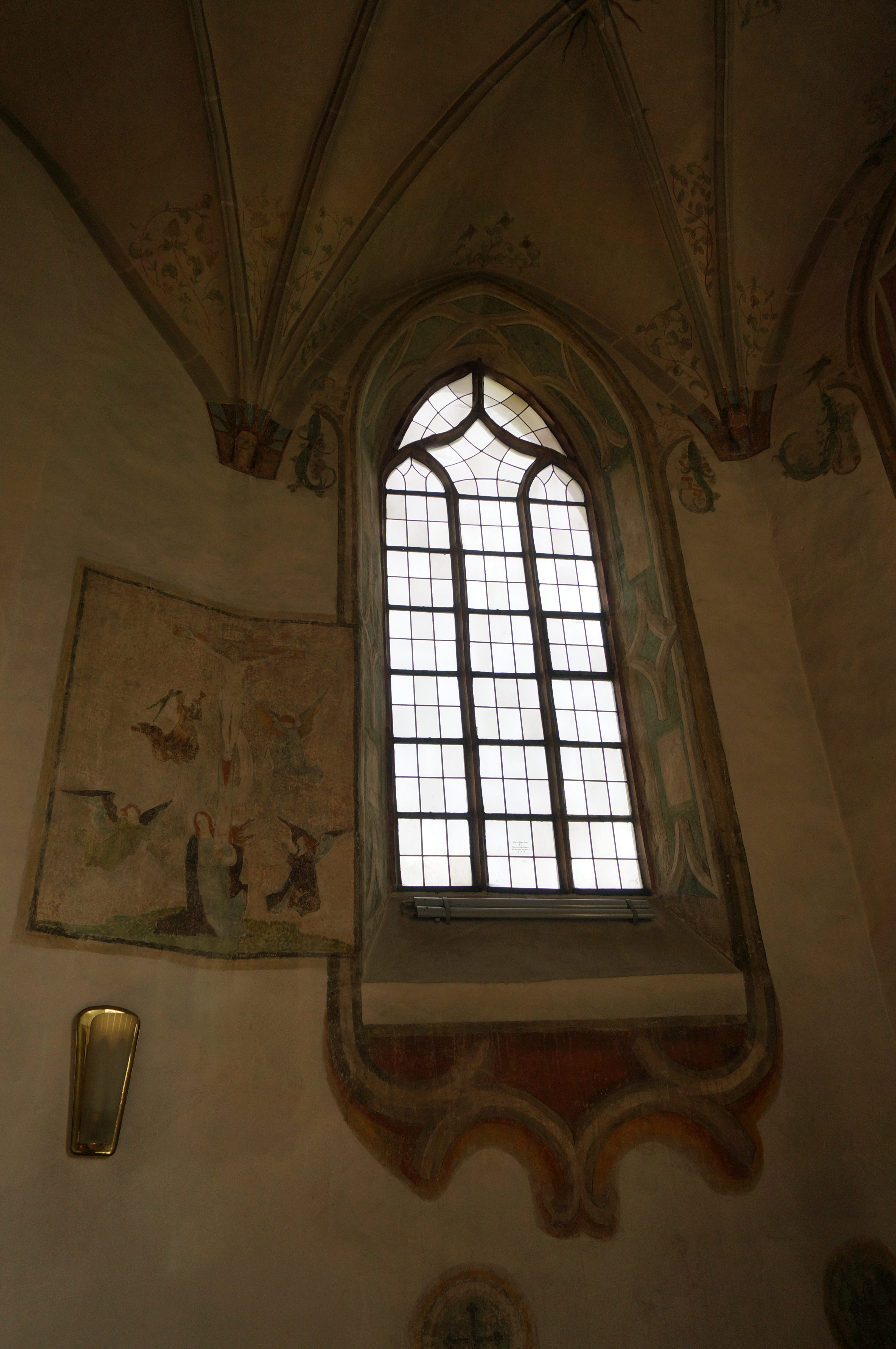
Crucifixion XVe siècle,
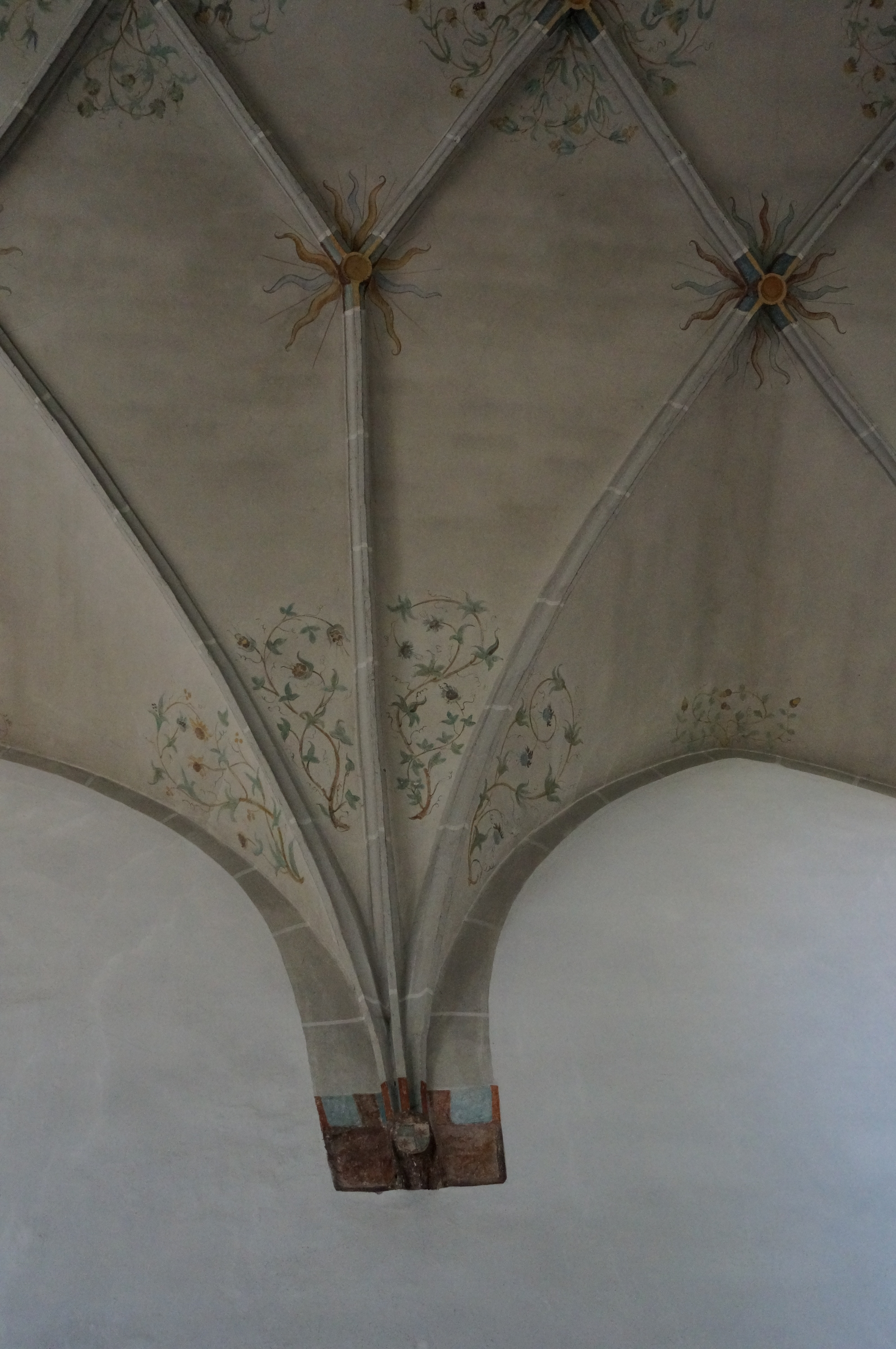
voûte à croisillons et peinture de 1516.

Des rénovations  sont effectuées en 1563 mais le monastère est ensuite détruit pendant la guerre de Trente Ans, à la suite de la bataille de Nördlingen. En 1666, sur les murs de fondation du couvent augustinien datant de 1200, on construit un grenier à grains avec colombages ; par la suite on ajoute des bâtiments neufs et l'on rénove partiellement quelques constructions.
À partir de 1807, les bâtiments se retrouvent vides. Le monastère est vendu en 1830 à Ludwig von Hartmann qui fait démolir les ailes du couvent et établit dans les bâtiments qui restent une filature moderne.
En 1844, l'Institut Nattheim pour la sauvegarde des enfants, dépendant de la Mission intérieure (Innere Mission) occupe la partie avant des bâtiments conventuels. En 1931 la filature Hartmann cesse ses activités et l'année suivante l'ancien couvent est vendu à Otto Merz de Mössingen
En 1993, la ville d'Herbrechtingen acquiert l'ancien couvent et élabore un plan pour un projet de centre culturel dans le monastère (Kulturzentrum Kloster). Sa construction commence en juin 1997 et il est inauguré le 13 septembre 2002.

## Personnalités liées au monastère
- L'abbé Johann Albrecht Bengel (prélat d'Herbrechtingen de 1741 à 1749)

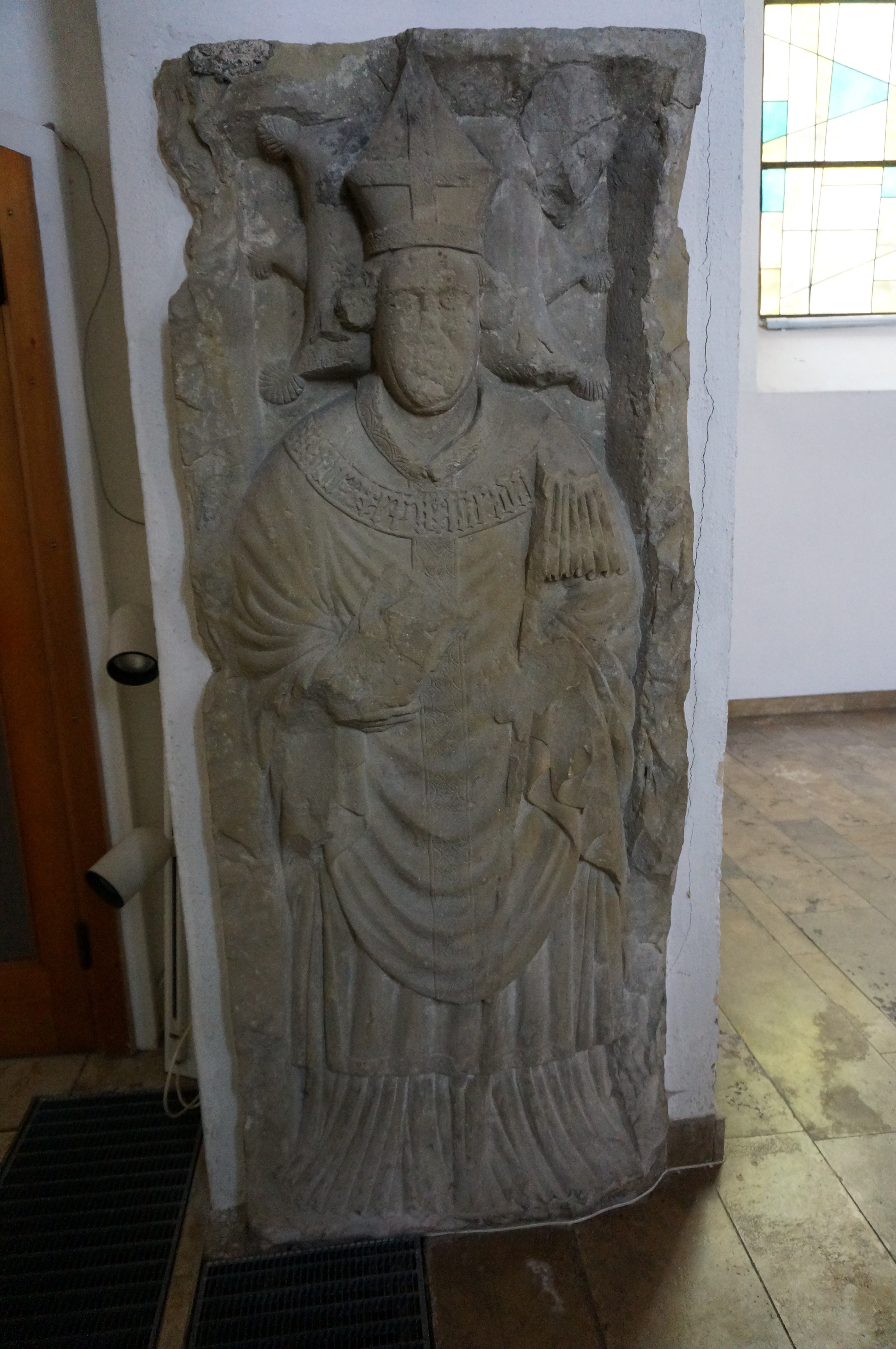
Inscription "id est sanctus faro episcopus meldensis", st Faro évêque de Meaux mort au XIIe siècle.
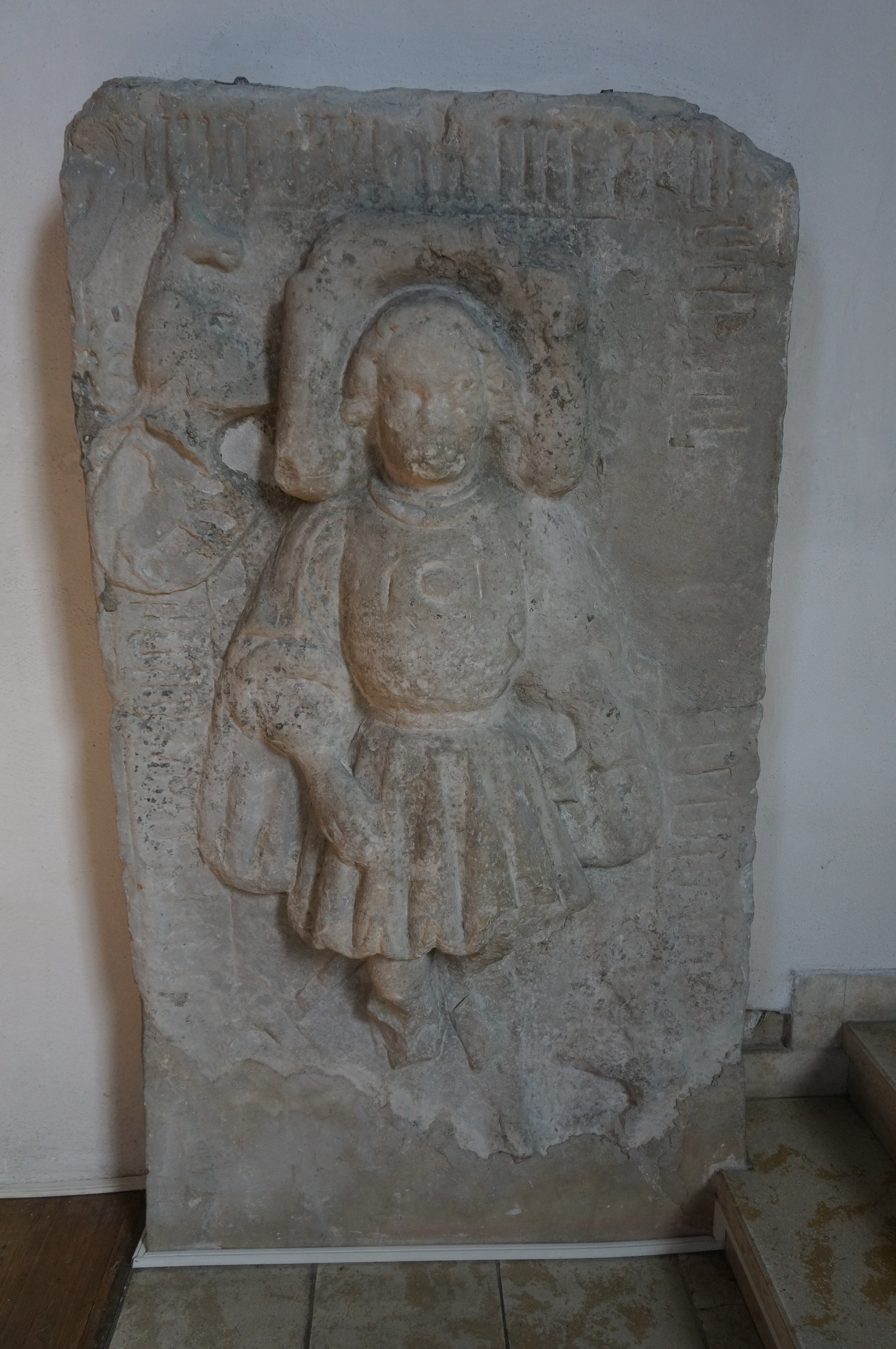
Le chevalier d'Eselburg.
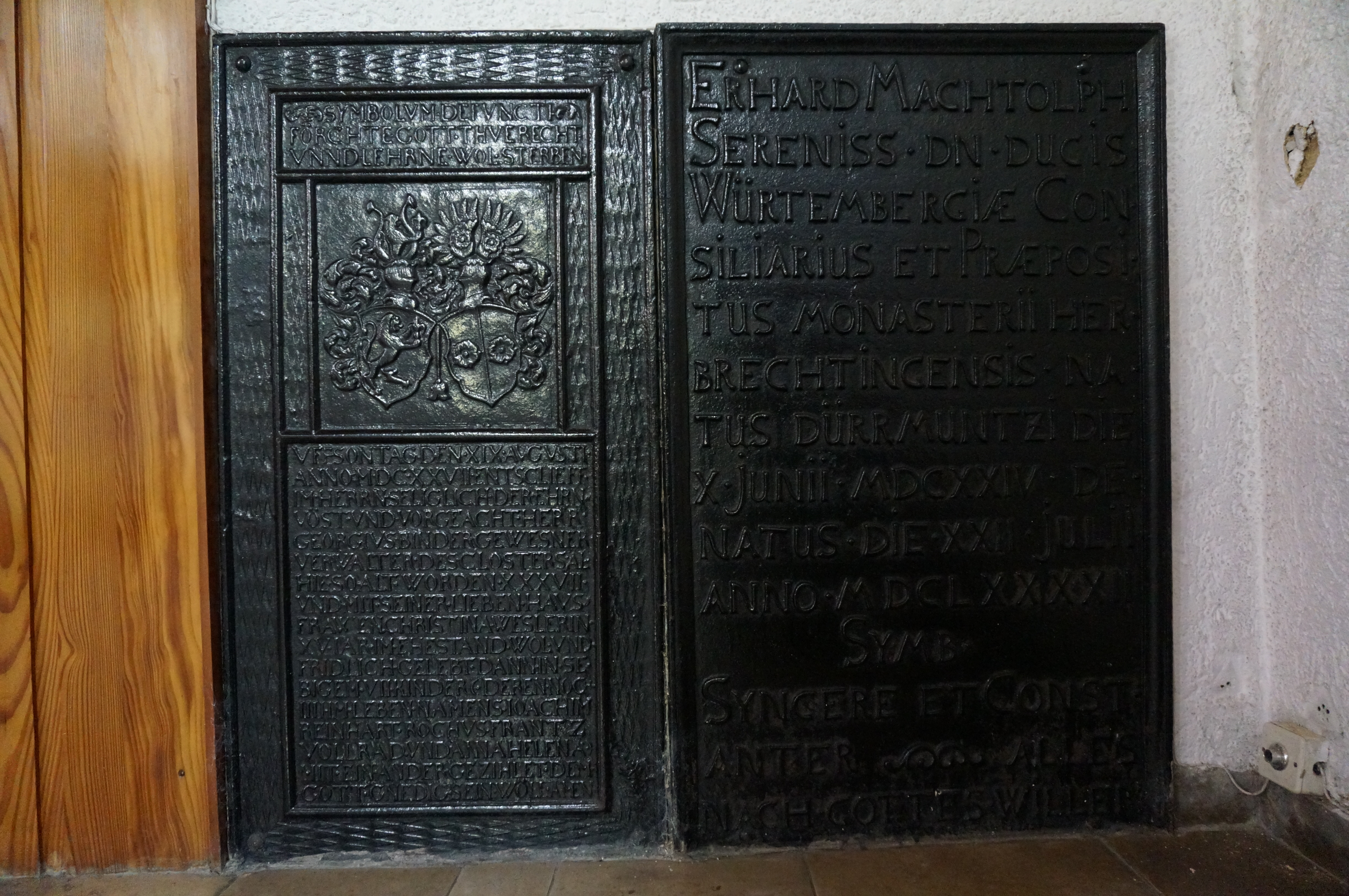
Dans l'église.

## Source
- (de) Cet article est partiellement ou en totalité issu de l’article de Wikipédia en allemand intitulé « Kloster Herbrechtingen » (voir la liste des auteurs).